# Auckland Football Club
Ne doit pas être confondu avec Auckland City Football Club, club créé en 2004 et multiple champion de Nouvelle-Zélande.
Maillots
Actualités
Dernière mise à jour : 27 mai 2025.
Le Auckland FC est un club néo-zélandais de football fondé en 2024 basé à Auckland, en Nouvelle-Zélande. Il participe au championnat d'Australie (la « A-League »), et dispute ses matchs à domicile au Mount Smart Stadium.
Le club est rival avec le Wellington Phoenix, l'autre équipe néo-zélandaise de A-League.

## Histoire
En mars 2023, la Fédération d'Australie de football confirme que les deux prochains clubs agrandissant la A-League seraient basés à Canberra et Auckland, et seraient intégrés pour la saison 2024-2025. En octobre 2023, la candidature retenue pour devenir propriétaire de la nouvelle licence d'Auckland est confirmée comme étant celle de Bill Foley (en), et la licence lui est officiellement attribuée le 21 novembre,. S'exprimant au moment de l'attribution de la licence en novembre 2023, Foley déclare alors qu'il y a « beaucoup de travail » pour déterminer le nom et le logo du club et qu'il n'est « attaché à aucun nom à ce stade », bien qu'il ait exprimé une préférence personnelle pour le nom de « Black Knights ».
Le 14 mars 2024, le club annonce officiellement son nom, son logo et son premier maillot domicile à son siège d'Auckland. Le nom sera Auckland FC et le premier maillot sera à rayures, avec le bleu électrique et le noir comme couleurs principales, et fabriqué par New Balance. Le surnom de Black Knights est également dévoilé. Le club annonce ce même jour Terry McFlynn (en) comme premier directeur sportif et Steve Corica comme entraîneur principal,.
Le 19 octobre 2024, l'Auckland FC dispute son premier match de A-League masculine au Mount Smart Stadium contre le Brisbane Roar. Devant un stade à guichets fermés (24 492 spectateurs), le club remporte son premier match 2 buts à 0.

## Palmarès
- Championnat d'Australie : 
  - Champion : 2025

## Structure du club

### Aspects économiques
Le tableau ci-dessous résume les différents budgets prévisionnels du club stéphanois saison après saison.
| Saison | 2024-2025 |
| Budget | - M$      |

## Joueurs et personnalités du club

### Entraîneurs
Le tableau suivant présente la liste des entraîneurs du club depuis 2024.
| Rang | Nom          | Période   |
| ---- | ------------ | --------- |
| 1    | Steve Corica | 2024-0000 |

### Effectif actuel
Effectif pour la saison 2024-2025 :